# Nelli Tarakanova
Nelli Tarakanova, född den 9 september 1954 i Lutsk i Ukrainska SSR, Sovjetunionen, är en sovjetisk roddare.
Hon tog OS-silver i åtta med styrman i samband med de olympiska roddtävlingarna 1976 i Montréal.